# Praia de Pernambuco
Praia de Pernambuco é uma praia e bairro nobre do município brasileiro de Guarujá, no litoral do estado de São Paulo. O bairro também é conhecido como Jardim Pernambuco. 
A região da Praia de Pernambuco é tida como uma das mais belas do Guarujá. Conhecida por ser a região preferida de artistas famosos e pelas casas sofisticadas, é uma área residencial dedicada principalmente ao turismo, sendo que atividade comercial praticamente inexiste. É nele que estão situados o Condomínio Jardim Acapulco (onde o jogador de futebol Neymar mantém um imóvel) e o Hotel Jequitimar Guarujá. A Praia de Pernambuco tem 1.800 metros de extensão.